# Рак на тестисите
Ракът на тестисите е онкологично заболяване, което засяга най-често мъже на възраст между 15 и 44 години. Честотата на това медицинско състояние се увеличава през последните години, въпреки че към момента не са установени конкретни причина за това. Въпреки това, смъртността намалява, най-вероятно заради навременната диагностика и модерните методи за лечение.

## Симптоми
Най-често срещаният симптом е безчувствена буца в един от двата тестиса. Това понякога може да бъде съпътствано от усещане за тежест в скротума, подуване на тестисите (без задължително това да е болезнено) или тъпа болка в тестисите или скротума, за която няма друга обяснима причина (например от удар, прищипване и т.н.). При наличие на гореспоменатите симптоми и особено на буца, то тя би трябвало да се счита за туморно образувание. Много е важна навременната консултация с лекар, тъй като туморната формация може бързо да се разпространи и в други части на тялото.

## Причини за заболяването
Въпреки че няма конкретно установени причини за рака на тестисите, заболяването се среща значително по-често при пациенти, чиито тестиси не са напуснали коремната кухина по естествен път. В такива случаи туморът може да се образува както в спусналия се тестис, така и този, който е свален чрез оперативна намеса. Фамилната обремененост също играе роля, тъй като мъже, чийто баща или брат страдат от рак на тестисите, са генетично предразположение към заболяването. Ракът на тестисите е по-често срещан сред бели мъже, отколкото сред чернокожи. 

## Диагностика
По време на диагностиката се използват разнообразни методи, до пълното установяване на проблема. Докторите първо извършват физически преглед на скротума и тестисите за налични подутини, буци и втвърдявания. Пациентът е длъжен да сподели, ако усеща болка в областта, гръдния кош, врата или долната част на корема. Такава може да признак за възпалени лимфни възли, което е сигнал за вероятно разпръскване на раковите частици. Чрез ултразвук могат да се засекат анормални образувания в скротума и тестисите. Този неинвазивен метод помага за визуализацията на вътрешните органи като по този начин лекарите могат да видят дори най-дребните тумори, които все още не се усещат като тежест или не могат да се напипат при обикновен преглед. Кръвните тестове използват конкретни химични съединения, които реагират с туморните маркери в кръвта и така спомагат за съставянето на пълна диагностична картина.

## Етапи
Болестта протича на няколко етапа. При първия етап туморът се намира само в единия тестис, без да има разсейки в други части на тялото. Ако той не се открие на време, заболяването навлиза в следващия втори етап, където раковите образувания вече засягат лимфните възли в коремната кухина. В третия етап – раковите частици са се разпръснали отвъд тестисите и лимфните възли и могат да се срещнат в части от тялото, които не са близост до тестисите, като например белите дробове.

## Лечение
При налична туморна маса, засегнатият тестис се отстранява оперативно чрез ингвинална орхиектомия. Впоследствие се наблюдава пациента като се следят туморните маркери BHCG, AFP и LDH и техните серумни нива. Това е необходимо, тъй като различните ракови образувания имат различно поведение и реагират специфично на видовете следоперативно лечение. За това лечението е и строго индивидуално според всеки пациент. В случаи, в които туморът е засегнал лимфните възли се прибягва до тяхната дисекция и съответно премахване на злокачествените образувания. При напреднали фази се прилага и химиотерапия, която използва множество лекарства в зависимост от това какъв е типа на заболяването. След прекратяване на активното лечение, пациентите преминават през регулярни медицински прегледи, които имат за цел да следят за ремисия. Понякога някои ракови клетки може да останат незабелязани по време на лечението и след неговия край отново да се умножат или да образуват туморни маси.

## Последици
Въпреки отстраняването на единия тестис, фертилността на мъжа не е засегната. Здравият тестис е способен да компенсира, чрез производството на достатъчно тестостерон и сперма. Сексуални дисфункции се наблюдават много рядко, тъй като ерекцията и способността за еякулация не са нарушени. Въпреки това, е препоръчително пациентите да замразят генетичен материал преди оперативната намеса по отстраняването на засегнатия тестис.